# 国鉄シキ600形貨車
国鉄シキ600形貨車（こくてつシキ600がたかしゃ）は、1960年（昭和35年）に1両が製造された日本国有鉄道の大物車である。

## 概略
日本車輌製造支店で1960年（昭和35年）7月11日に1両のみ製造された大型の変圧器を輸送するための貨車である。最大積載重量は240tで、積載方法は吊り掛け式、最大240tまでの変圧器を搭載することができる。車籍は当初日本国有鉄道で、1987年（昭和62年）の国鉄分割民営化に際しては、日本貨物鉄道（JR貨物）に継承された。
後にマイナーチェンジ車両としてシキ610形が製造された。

## 構造
シキ400形に引き続き、荷受梁はトラス構造ではなくガーダー構造を採用している。搭載できる積荷の全長は最大12,000 mmで、これは日本の鉄道で最大積載重量を持つシキ700形の10,000mmよりも長く、より大型の変圧器を搭載できる。
荷受梁と枕枠の接続部分に特徴がある。心皿は回転中心となるだけで荷重のほとんどは心皿よりも車端側に設けられている移動側受で負担する仕組みとなっており、これにより曲線走行時の安定性を向上させていた。台車は釣合梁式3軸ボギー台車NC-4形を合計8台24軸備えている。
走行速度は、空車時で制作当初65 km/hであったが後に75 km/hに向上が図られた。積車時は45km/hであった。

## 変遷
富士電機（後の日本AEパワーシステムズ）所有の私有貨車であった。製造当初は安善駅（神奈川県）常備で、富士電機製造川崎工場で製造された変圧器を各地へ輸送していたが、1962年（昭和37年）の千葉工場の開設と1963年（昭和38年）の京葉臨海鉄道の開業を受けて京葉市原駅（千葉県）常備に変更され、千葉工場からの出荷を担当するようになった。
1985年（昭和60年）に全検切れとなって、工場内で保管されていたが、2002年（平成14年）12月に廃車となった。その後も車両自体は残され、工場内で変圧器輸送試験に使用されていた。
2012年（平成24年）8月18日、千葉貨物駅までシキ280と共に回送された。千葉工場の敷地外に出るのは28年ぶりであった。
翌8月19日には千葉貨物駅で行われた京葉臨海鉄道50周年記念イベントで展示公開された。
イベント終了後は、当日中に2両とも返却された。